# Ismaïla Manga
Pour les articles homonymes, voir Manga (homonymie).
Ismaïla Manga Mansata, né le 8 août 1957 à Kamoya et mort le 13 mars 2015 à Dakar, est un artiste sénégalais contemporain, peintre, infographe et sculpteur.

## Biographie
D'origine diola, Ismaïla Manga est né le 8 août 1957 à Kamoya, un village de Moyenne-Casamance situé entre Sédhiou et Marsassoum. Il y a passé son enfance et ses souvenirs imprègnent son œuvre.
Il s'est formé à l'École nationale des arts du Sénégal entre 1977 et 1982.
Il a séjourné près de 13 ans à Montréal (Québec).
Il était (2008 à 2015) résident au Village des Arts de Dakar lors de son décès le 13 mars 2015,. Il a été inhumé à Bignona, en Casamance.

## Expositions
- 1983 : Galerie Tenq, Dakar (Sénégal)
- 1984 : Galerie Tenq, Dakar (Sénégal)
- 1987 : Galerie Neuestrasse, Sarrebruck (Allemagne)
- 1993 : Galerie Stornaway (Québec)
- 1995 : Galerie Stornaway (Québec)
- 1998 : Centre international d'art contemporain de Montréal (Québec)
- 1999 : Artothèque de Montréal (Québec)
- 2000 : Centre d'exposition l'Imagier, Aylmer (Québec)

Outre ces expositions individuelles, Ismaïla Manga participe également à de nombreuses manifestations collectives, telles que la Biennale de l'art contemporain africain de Dakar en 1996.

## Citations
« Toute image combat la mort puisque perdure en elle la mémoire de ce qui a disparu, d’abord celle des ancêtres. D’autre part, toute dénégation de la mort affaiblit la vitalité de notre vit mentale. Les mythes, les signes et les symboles me permettent d’établir au possible ce qui me semble être l’essentiel de notre humanité, la temporalité.
Le temps qui nous est imparti de la naissance à la mort. »